# Моонзунд
„Моонзунд“ (на руски: Моонзунд) е исторически роман от съветския писател Валентин Пикул, написан през 1970 г.

## Сюжет
Внимание:  Текстът по-долу разкрива сюжета на произведението (или части от него)!
Действието в романа се развива през 1917 г. в Балтийско море. В навечерието на Октомврийската революция, флотът на Германската империя атакува архипелага Моонзунд с цел да пробие руската отбрана и входа към Рижкия залив. Сражавайки се геройски с превъзхождащите сили на противника, моряците от Балтийския флот и руските войници се опитват да не пропуснат врага.

## Екранизация
Въз основа на романа през 1987 г. е заснет едноименния филм в студио „Ленфилм“ с участието на Олег Меншиков, Владимир Гостюхин и Людмила Нилская.